# Toyota Etios
Toyota Etios – subkompaktowy samochód osobowy produkowany od roku 2010 przez japońską firmę Toyota z przeznaczeniem na rynek indyjski. Dostępny wyłącznie jako 4-drzwiowy sedan, niedługo do oferty ma dołączyć 5-drzwiowy hatchback o nazwie Etios Liva. Do napędu użyto benzynowego silnika R4 o pojemności 1,5 litra. Moc przenoszona jest na oś przednią poprzez 5-biegową manualną skrzynię biegów.

## Dane techniczne

### Silnik
- R4 1,5 l (1496 cm³), 4 zawory na cylinder, DOHC
- Układ zasilania: wtrysk
- Średnica cylindra × skok tłoka: 72,50 mm × 90,60 mm
- Stopień sprężania: 10,5:1
- Moc maksymalna: 90 KM (66 kW) przy 5600 obr./min
- Maksymalny moment obrotowy: 132 N•m przy 3600 obr./min